# Asiento (economía)

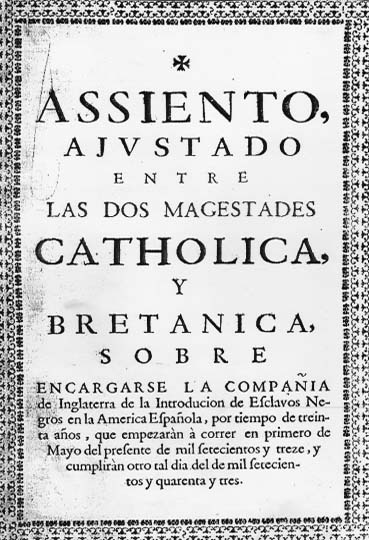
Tratado de 1713.

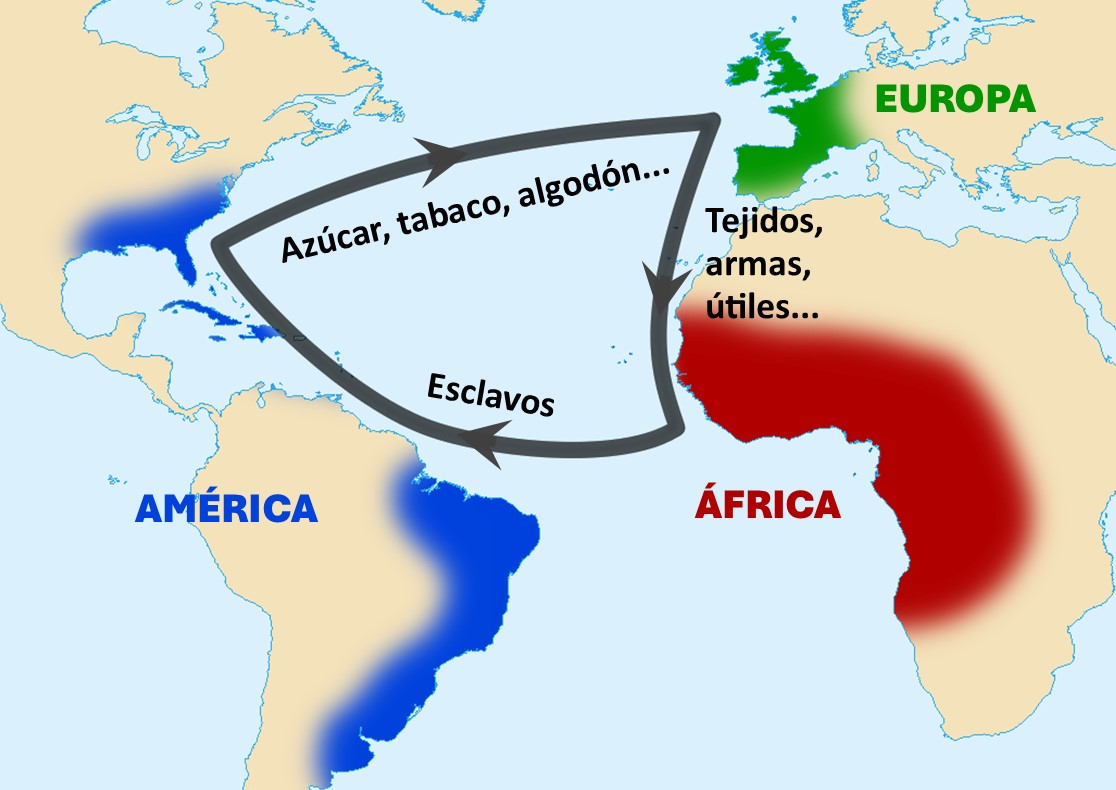
El comercio triangular de esclavos.

Un asiento era un documento, que se incluía en algunos tratados de paz, por el cual un conjunto de comerciantes recibía el monopolio sobre una ruta comercial o producto. Al igual que el estanco, el asiento era una licencia emitida por la Corona española, pero en la cual un grupo de comerciantes y no individuos recibía el monopolio en una ruta comercial o producto.
El significado general de asiento (del verbo español sentar, sentarse, y esto del latín sedere) en un contexto comercial significa "contrato, acuerdo comercial". En palabras de Georges Scelle, era "un término en el derecho público español que designa todos los contratos realizados con fines de utilidad pública ... entre el gobierno español y particulares".
En muchos casos, un asiento en forma de financiación en el caso de economías de escala daba como fruto una compañía privilegiada (del italiano compagna), que era una compañía comercial cuyas actividades gozaban de la protección del Estado mediante un privilegio especial, que aunque no siempre conformaba un monopolio total, sí establecía en la mayoría un monopolio natural a manos del Estado. Su existencia se remonta al siglo XIV en Italia, destacando la Compañía de Génova, Compañía Británica de las Indias Orientales, la Compañía Neerlandesa de las Indias Occidentales o la Casa de Contratación de Indias en Sevilla.
Se incluyeron en algunos tratados de paz. El asiento más controversial fue el llamado "asiento de negros", aunque también existieron el "asiento de tintes y colores" (más tarde transformado en estanco), entre otros.
En España destacaron especialmente los asientos otorgados a los genoveses (en continua confrontación con la Corona de Aragón).

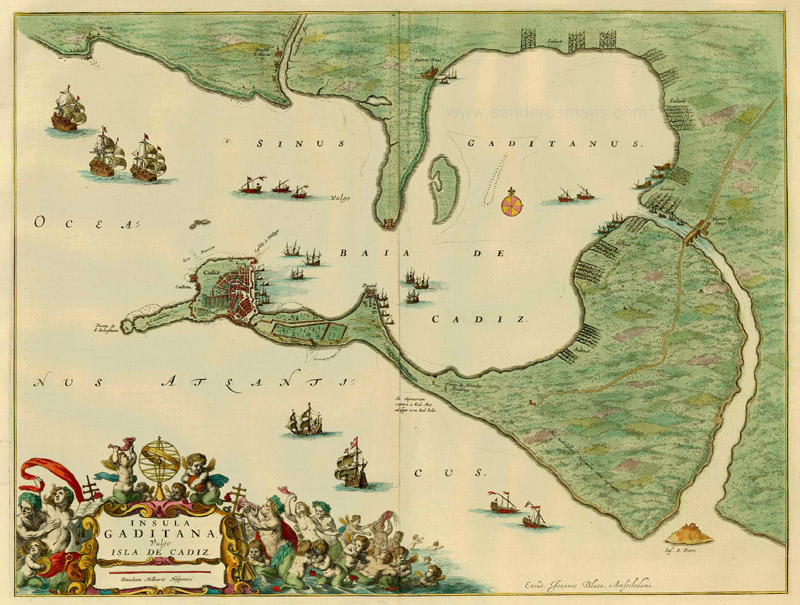
La isla de Cádiz por Blaeu en 1662.

## Asiento de esclavos

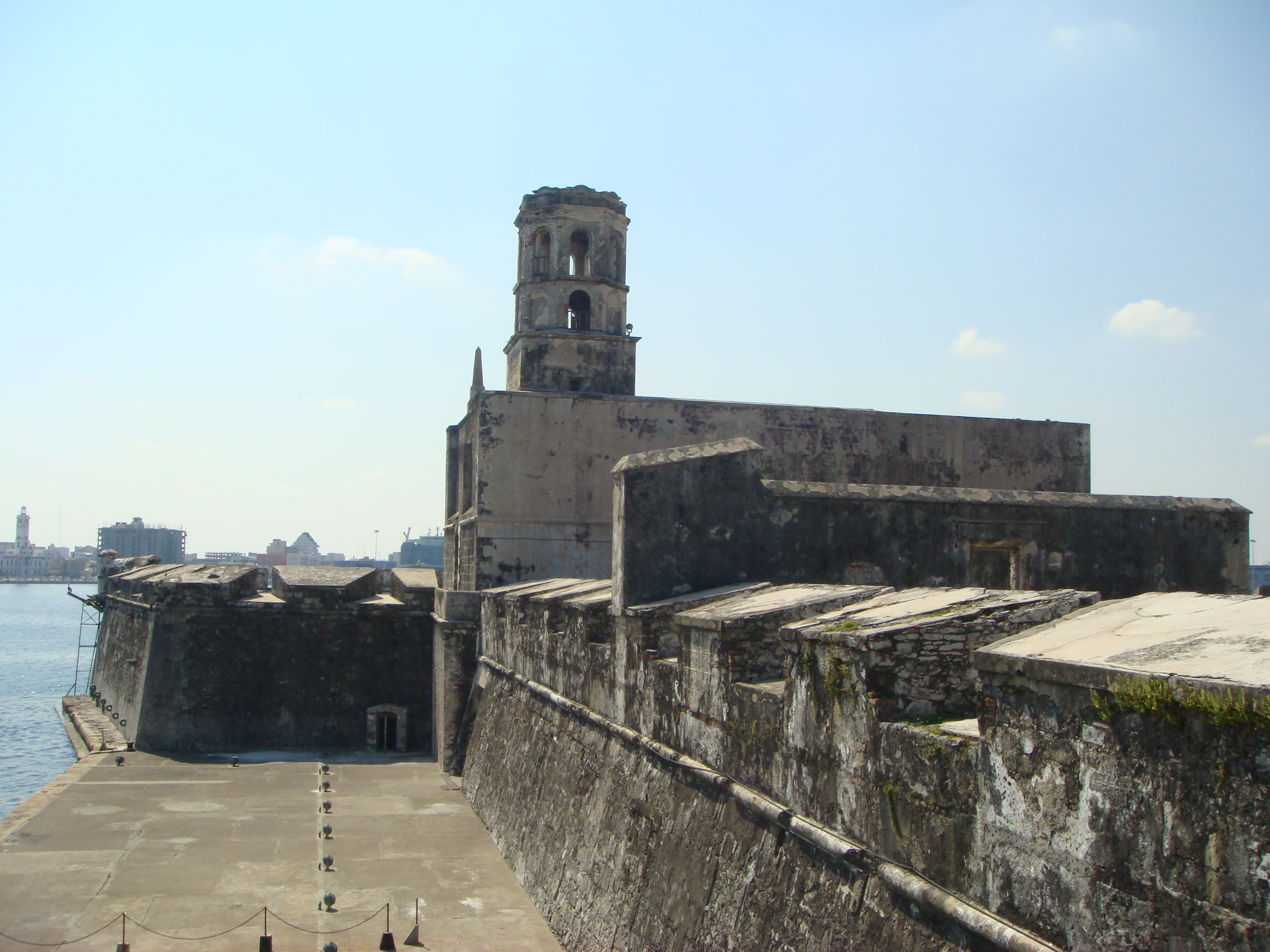
San Juan de Ulúa, fortaleza española en Veracruz, México (2008)

Un ejemplo de ello fue el pago de una tarifa, otorgando permiso legal para vender un número fijo de africanos esclavizados en los territorios americanos españoles. Generalmente se vendían a extranjeros, principalmente portugueses. También se los consideraba un activo tangible, comparable a la agricultura fiscal, y una fuente de ganancias para la Corona española. El ímpetu original para importar africanos esclavizados fue aliviar a los habitantes indígenas de los territorios americanos ante las demandas laborales de los españoles peninsulares.
Un ejemplo de acuerdo internacional fue el "Asiento de Negros", un monopolio sobre el comercio de esclavos desde África y la América hispana y que se otorgó a Inglaterra por medio del Tratado de Utrecht al terminar la guerra de sucesión española (1713) como compensación por la victoria del candidato francés Felipe V. Con este tratado se fijaba que, anualmente, Inglaterra tenía el derecho de traficar con 4800 esclavos negros, y todo esto, durante un periodo de treinta años.

### Origen del asiento
El sistema de asientos se estableció luego de la colonización española en el Caribe, cuando la población indígena sufría un colapso demográfico y los españoles necesitaban otra fuente de trabajo. Inicialmente, unos pocos africanos cristianos nacidos en Iberia fueron transportados al Caribe. Pero a medida que el colapso demográfico indígena continuaba y crecían los opositores a la explotación española del trabajo indígena, incluido el de Bartolomé de Las Casas, el joven rey de los Habsburgos Carlos I permitió la importación directa de esclavos de África (negros bozales) al Caribe. El primer asiento para vender esclavos se elaboró en 1518, otorgando a un favorito flamenco de Charles, Laurent de Gouvenot, un monopolio en la importación de africanos esclavizados durante ocho años con un máximo de 4000. Gouvenot vendió rápidamente su licencia a comerciantes genoveses en Andalucía por 25 000 ducados. La corona controlaba tanto el comercio como la inmigración al Nuevo Mundo, excluyendo judíos, conversos, musulmanes y extranjeros. Los esclavos africanos se consideraban mercancías, y su importación estaba regulada por la corona. España no tenía acceso directo a las fuentes africanas de esclavos ni la capacidad de transportarlos, por lo que el sistema de asientos era una forma de garantizar un suministro legal de africanos al Nuevo Mundo, lo que generaba ingresos para la Corona española.

### Dominio portugués
Para la Corona española, el asiento era una fuente de ganancias. "El asiento siguió siendo la política establecida del gobierno español para controlar y aprovechar el comercio de esclavos". Durante los Habsburgos, en España, los asientos eran un método básico de financiación estatal de los gastos: "Los préstamos tomaron dos formas: deuda a largo plazo en forma de bonos perpetuos (juros) y contratos de préstamos a corto plazo proporcionados por banqueros (asientos). Muchos asientos fueron posteriormente convertidos o refinanciados a través de juros." Inicialmente, dado que Portugal tenía derechos sin trabas en África occidental a través desde 1494 de acuerdo al Tratado de Tordesillas, dominó el comercio europeo de esclavos africanos. Antes del inicio del asiento oficial en 1595, cuando el monarca español también gobernó Portugal en la Unión Ibérica (1580-1640), las autoridades fiscales españolas dieron asientos individuales a los comerciantes, principalmente de Portugal, para traer esclavos a América. Para la década de 1560, la mayoría de estos esclavos se obtuvieron en las regiones de la Alta Guinea, especialmente en la región de Sierra Leona donde hubo muchas guerras asociadas con las invasiones de Mande.

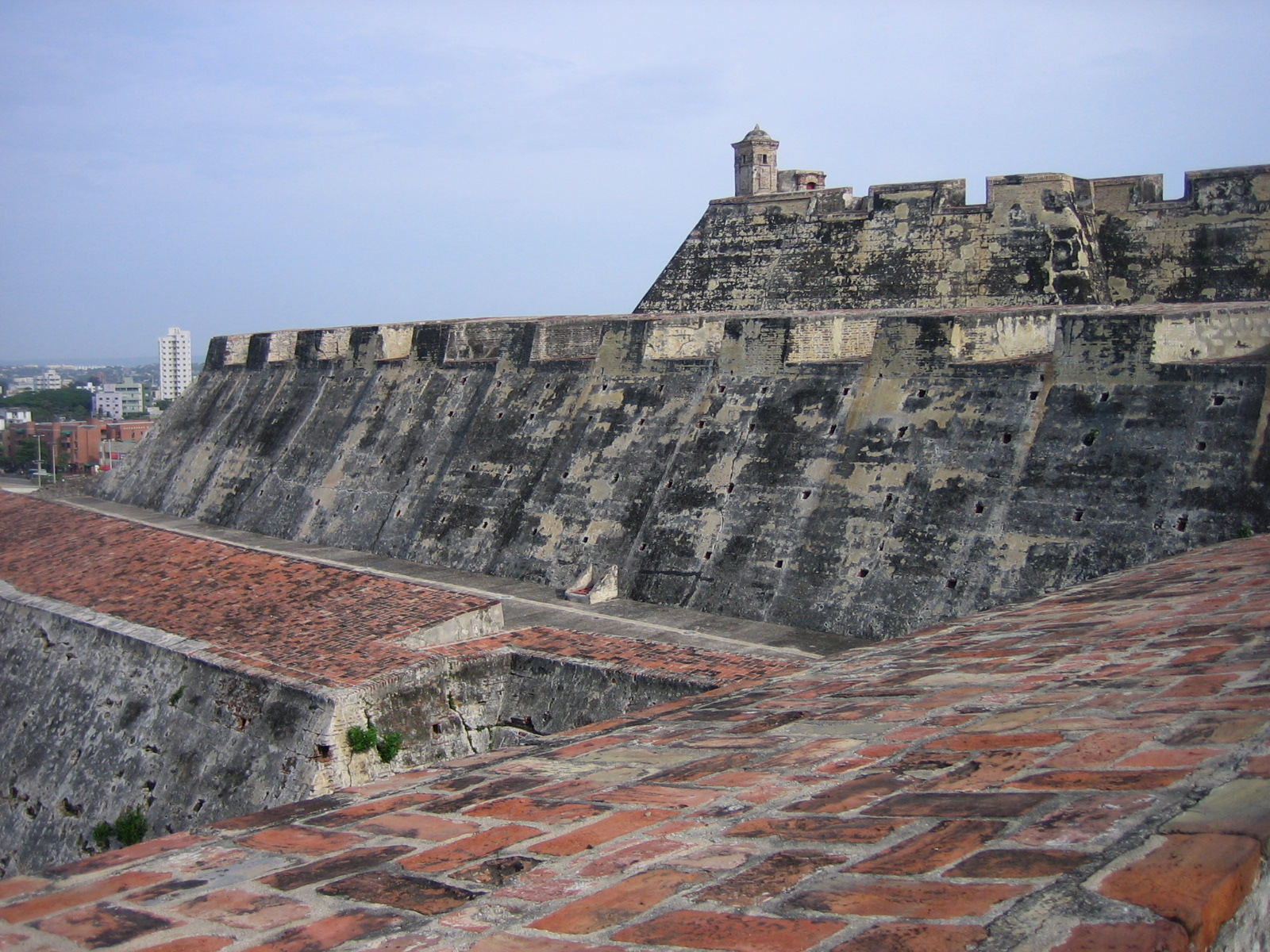
San Felipe, fortaleza española en Cartagena de Indias (Colombia).

Tras el establecimiento de la colonia portuguesa de Angola en 1575, y el reemplazo gradual de Santo Tomé por Brasil como los principales productores de azúcar, los intereses angoleños llegaron a dominar el comercio, y fueron los financieros y comerciantes portugueses quienes obtuvieron el asiento más amplio, que se estableció en 1595 durante el período de la Unión Ibérica. El asiento se extendió a la importación de esclavos africanos a Brasil, y los que tenían asientos para el comercio de esclavos brasileño a menudo también comerciaban esclavos en la América española. La América española fue un mercado importante para los esclavos africanos, incluidos muchos de los cuales excedieron la cuota de la licencia de asiento y se vendieron ilegalmente. La mayoría de los esclavos de contrabando no fueron traídos por comerciantes independientes.
El dominio angoleño del comercio se pronunció después de 1615 cuando los gobernadores de Angola, comenzando con Bento Banha Cardoso, se aliaron con mercenarios Imbangala para causar estragos en las potencias africanas locales. Muchos de estos gobernadores también tenían el contrato de Angola, así como el asiento, asegurando así sus intereses. Los registros de envío de Vera Cruz y Cartagena de Indias muestran que hasta el 85 % de los esclavos que llegan a los puertos españoles eran de Angola, traídos por barcos portugueses. El período de asiento anterior llegó a su fin en 1640 cuando Portugal se rebeló contra Castilla, aunque incluso entonces los portugueses continuaron suministrando a las colonias españolas.

### Dominio neerlandés

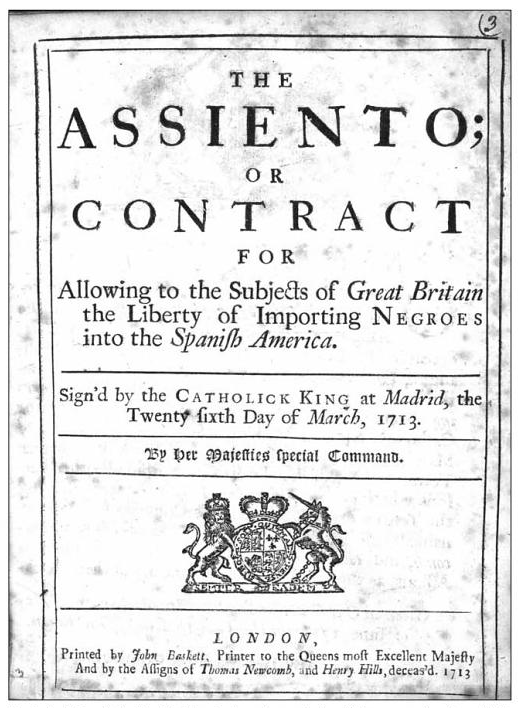
Portada de la traducción al inglés del contrato de Asiento firmado por Gran Bretaña y España en 1713 como parte del tratado de Utrecht que puso fin a la Guerra de Sucesión española. El contrato otorgaba derechos exclusivos a Gran Bretaña para vender esclavos en las Indias españolas.

En la década de 1650, después de que Portugal lograra su independencia, España negó el asiento a los portugueses, a quienes consideraban rebeldes. España buscó ingresar directamente en la trata de esclavos, enviando barcos a Angola para comprar esclavos. También jugó con la idea de una alianza militar con Congo, el poderoso reino africano al norte de Angola. Pero estas ideas fueron abandonadas y los españoles volvieron a los intereses portugueses y luego neerlandeses para suministrar esclavos. Los españoles otorgaron grandes contratos para el asiento a la Compañía Neerlandesa de las Indias Occidentales en 1675 en lugar de los comerciantes portugueses en las décadas de 1670 y 1680. En 1700, con la muerte del último monarca de los Habsburgos, Carlos II, su testamento nombró al francés Felipe V de la Casa de Borbón como sucesor del trono español. El asiento fue otorgado en 1702 a Compañía de Guinea Francesa, para la importación de 48 000 esclavos africanos durante una década. Los africanos fueron transportados a las colonias francesas del Caribe de Martinica y Saint Domingue (Santo Domingo occidental).

### Dominio inglés
Gran Bretaña disputó la herencia borbónica del trono español y luchó en la guerra de sucesión española. Aunque Gran Bretaña no prevaleció, recibió el asiento como parte del Tratado de Utrecht. El asiento se convirtió en un conducto para el comercio de contrabando británico de todo tipo, lo que socavaba los intentos de España de mantener un sistema comercial cerrado con sus colonias. El acuerdo de asiento con los británicos sobrevivió hasta 1750, cuando España estaba implementando una serie de reformas borbónicas. La corona compró el derecho de la South Sea Company al asiento en 1750. La corona buscó otra forma de suministrar esclavos africanos, intentando liberalizar su tráfico, tratando de cambiar a un sistema de libre comercio de esclavos por españoles y extranjeros en particular coloniales. Estos fueron Cuba, Santo Domingo, Puerto Rico y Caracas, todos los cuales utilizaron esclavos africanos en gran número.
La esclavitud de los africanos por parte de los europeos no fue cuestionada, pero en 1688 Aphra Behn publicó Oroonoko, una de las primeras piezas de literatura antiesclavista.

### Compañía Británica del Mar del Sur
Al concluir la guerra de sucesión española, el Tratado de Utrecht otorgó a Gran Bretaña un asiento de treinta años o contrato, para enviar un barco mercante al puerto español de Portobelo, proporcionando 4800 esclavos a las colonias españolas. Esto proporcionó a los comerciantes y contrabandistas británicos incursiones en los supuestos mercados españoles en América. Las disputas relacionadas con él condujeron a la guerra del Asiento (1739). Gran Bretaña renunció a sus derechos sobre el asiento después de la guerra, en el Tratado de Madrid de 1750.
Patentes similares en el sistema inglés fueron la patente de comercio Virginia Company, Levant Company y Merchant Adventurers con las Provincias Unidas (esencialmente concurrente con Países Bajos moderno). Robert Brenner da una descripción detallada y bien escrita del sistema inglés en "Comerciantes y revolución".

### Titulares del asiento

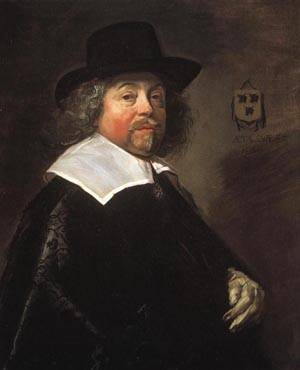
Joseph Coymans, con escudo de armas, tres cabezas de buey, por Frans Hals en (1644). Él y su hermano, y dos primos llamados Balthasar y Joan financiaban el comercio de esclavos. Wadsworth Atheneum, Hartford, Connecticut

- 1518-1527 - "Laurent de Gouvenot (también conocido como Lorenzo de Gorrevod o Garrebod)", gobernador de Bresse y mayordomo de Carlos I de España.[17][18]
- Domingo de Forne, Agustín de Ribaldo y Fernando Vázquez, genoveses establecidos en Sevilla.
- 1528-1536 - La familia Welser.[19]

- 1536-1595 - Liberalización.
- 1595-1615 - Pedro Gomes Reinel (o Reynel).[20]
- 1602-1610 - João Rodrigues Coutinho, sucedido por Gonçalo Vaz Coutinho.
- 5 de noviembre de 1611 - Juan Alfonso de Molina Cano para António Fernandes de Elvas.
- 24 de enero de 1615 - Melchor Maldonado.
- 1615-1621 - António Fernandes de Elvas.
- 2 de febrero de 1622 - Gaspar de Monteser para António Fernandes de Elvas.
- 1623-1625 - Miguel Rodrigues Lamego.
- 1631-1640? - Melchor Gómez Angel y Cristóvão Mendes de Sousa.
- 5 de julio de 1662 - 1669 - Domingo Grillo y Ambrosio Lomelín enviarán 24 000 esclavos en siete años, asistidos por la Compañía Neerlandesa de las Indias Occidentales de Curazao y los británicos Royal African Company de Jamaica británica.[21]
- El asiento se terminó debido a la desconfianza.[22][23]
- El rey Carlos II de Inglaterra intentó adquirir el asiento. [cita requerida]

- 1670-1675 - António García, un portugués (y Sebastián de Síliceo su garantía).[24]

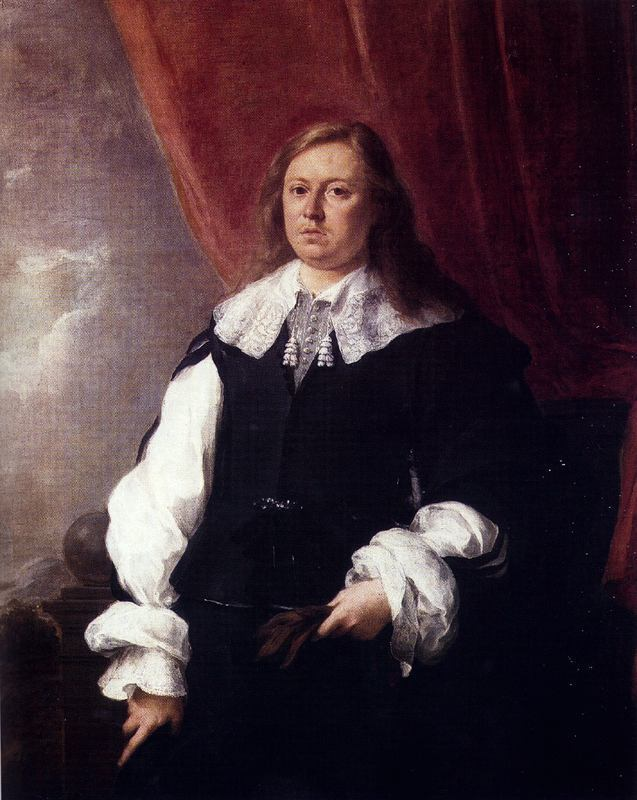
El comerciante holandés en Cádiz Joshua van Belle, involucrado con su hermano Pedro en el comercio de esclavos, por Murillo en 1670, Galería Nacional de Irlanda, Dubl

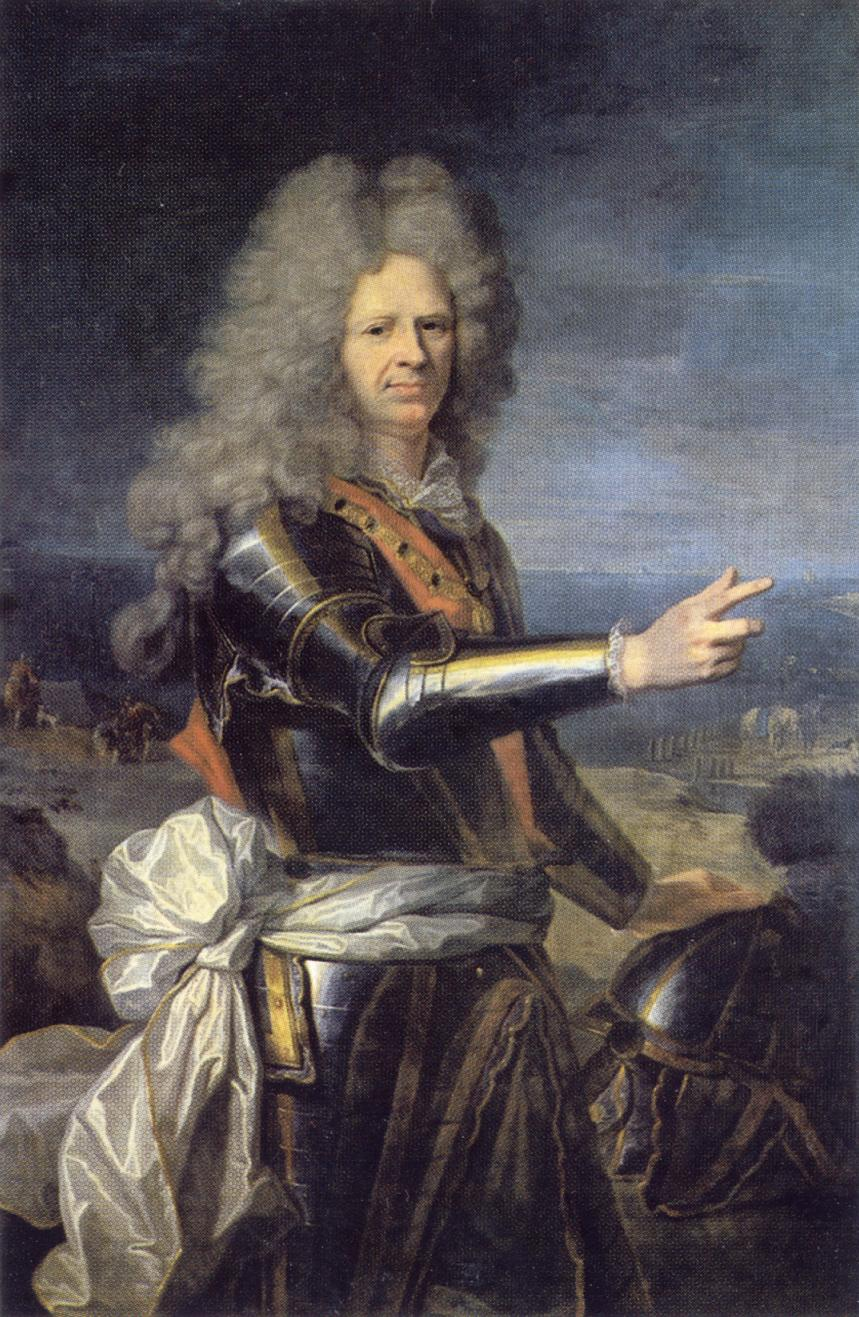
Jean Baptiste du Casse, 1700

- 1676-1679 - Manuel Hierro de Castro y Manuel José Cortizos, miembros del Consulado de Sevilla. A los españoles ya no se les permite comprar esclavos en Curazao. ** [Señor. El Maestro Fray Juan de Castro, Religioso de la Orden de Santo Domingo, dize: Que por el año de 1678 hallandose en la Ciudad de Cádiz, le solicitó D. Baltasar Coymans, y Pedro Bambelle de Nación Olandeses, para la disposición de un Asiento , que se auia de hazer para comerciar à Indias, haziendole grandes ofertas ... y auian de ser españoles los que le auian de hazer; y reconociendo ... que se trata de adulterar el comercio ...]
- 1680 Juan Barroso del Pozo, un ex asistente Coymans (?)[25] y Nicolas Porcio o Porzio, su yerno veneciano se convirtió en asentista.
- 1682-1688 Juan Barroso del Pozo (-1683) y Nicolás Porcio lograron obtener el asiento durante 6.5 años. Probablemente fue Porcio quien encontró muchas dificultades financieras en 1684 y no pudo hacer sus pagos a la corona, alegando que las autoridades locales en Cartagena estaban trabajando en contra de sus intereses.[26]
- Febrero de 1685 - 1688 - Balthasar Coymans (1652-1686).[27] Coymans realizó un pago inmediato para algunas fragatas para la armada española que se está construyendo en Ámsterdam y un anticipo de las cuotas por las que sería responsable de los bienes importados a la América española.[26]
- Real Orden, firmada 'El Rey', al mando de Don Balthasar Coymans, Don Juan Barrosa y Don Nicolas Porzio para reunir diez monjes capuchinos (frailes franciscanos) de Cádiz o Ámsterdam con el propósito de navegar a la costa de África para comprar esclavos, para así convertirlos al cristianismo y venderlos en las Indias Occidentales, el 25 de marzo de 1685 Balthasar & Johan Coymans.[28]
- Carta de Rodrigo Gómez a [Manuel Diego López de Zúñiga Mendoza Sotomayor, X] Duque de Béjar informando de la concesión de un asiento de negros en el Río de la Plata a favor de Baltasar Coymans y pide recomendaciones personales para su hijo Pedro sea empleado en ese negocio. Menciona también a Gaspar de Rebolledo, Juan Pimentel como Gobernador de Buenos Aires y a [Carlos José Gutiérrez de los Ríos Roha, VI] Conde de Fernán-Núñez. Amberes, 1685-04-17.[29]
- Julio de 1686 - El rey Carlos II de España inicia una investigación sobre la legitimidad del Asiento.[30] El asiento con B. Coymans se anula.[31]
- Octubre de 1686 - Los neerlandeses se niegan a aceptar la "Junta de Asiento de Negros", una comisión de dudosa autoridad.
- Existe el riesgo de guerra entre Francia y España; la Jamaica británica se está volviendo más importante que el Curazao neerlandés.[32]

- 1687-1688 - Jan Carçau, o Juan Carcán, ex asistente de B. Coymans, se hacen cargo del asiento.
- Marzo de 1688 - Jan Carçao es encarcelado en Cádiz, acusado de fraude. En junio de 1688, la comisión emitió un dictamen sobre el hecho de que los neerlandeses deben reconocer su autoridad antes de que las discusiones puedan continuar.[33]
- 1688-octubre 1691 - Nicolás Porcio.
- 1692-1695 - Bernardo Francisco Marín de Guzmán
- 1695-1701 - Manuel Ferreira de Carvalho en representación de la Real Compañía de Cacheu o Real Compañía de Guinea del Reino de Portugal.
- 1698 - La British Royal African Company pierde su monopolio.[34]
- 1701-1713 - Jean du Casse en nombre de Compagnie de Guinée et de l'Assiente des Royaume de la France.[35]
- 1713-1750 - South Sea Company.[36]
- 1750 - El Asiento con Gran Bretaña terminó en el Tratado de Madrid (5 de octubre de 1750)
- 1765-1772 - Miguel de Uriarte en nombre de Aguirre, Aristegui, J.M. Enrile y Compañía, o Compañía Gaditana.
- 1773-1779 - Aguirre, Aristegui y Compañía, o Compañía Gaditana.